# عمى بصري
العمى البصري هو قدرة الأشخاص الذين يعانون من العمى القشري بسبب آفات في القشرة المخططة، والمعروفة أيضاً باسم القشرة البصرية الأولية أو V1، على الاستجابة للمنبهات البصرية التي لا يرونها بوعي. تُجرى غالبية الدراسات حول البصر على المرضى الذين يعانون من العمى الواعي على جانب واحد فقط من مجالهم البصري. بعد تضرر القشرة المخططة، يُطلب من المرضى كشف وتمييز وتحديد موقع المحفزات البصرية التي يتم عرضها على جانبهم الأعمى، وغالباً في حالةٍ من الاستجابة القسرية أو في حالة التخمين، على الرغم من أنهم لا يتعرفون على التحفيز البصري بوعي. تظهر الأبحاث أنّ المرضى العميان يُنجزون ذلك بدقة أعلى مما هو متوقع من الصدفة وحدها. يُطلق مصطلح نوع العمى البصري الأول على هذه القدرة على تخمين -بمستويات أعلى بكثير من مجرد الصدفة- جوانب من التنبيهات البصرية (مثل الموقع أو نوع الحركة) دون أي إدراكٍ واعٍ لأي محفزات. يحدث نوع العمى البصري الثاني عندما يدّعي المرضى حدوث تغييرٍ في مجال العمى الخاص بهم -الحركة على سبيل المثال- لكن دون إدراكٍ حسيٍّ بصري. يتحدى العمى البصري الاعتقاد السائد بأنّ الإدراكات الحسية البصرية يجب أن تكون جزءًا من الوعي للتأثير على سلوكنا؛ وتُظهر أنّ سلوكنا يمكن إرشاده بالمعلومات الحسية التي ليس لدينا أي إدراك واعٍ حولها. قد يُعتقد أنّ ذلك يُعارض شكل عمه العاهة المعروف باسم متلازمة أنطون-بابينسكي، إذ يُعاني المريض من العمى القشري الكامل إلى جانب تخريف التجربة البصرية.

## نظرة تاريخية
نحن مدينون بالكثير من فهمنا الحالي للعمى البصري إلى التجارب المبكرة على القرود. يُمكن اعتبار قردةٍ واحدةٍ على وجه الخصوص، المُسماة هيلين، «القردة النجمة في البحوث البصرية» لأنها كانت الموضوع الأصلي لدراسة العمى البصري. كانت هيلين من فصيلة قرود المكاك إذ أُزيلت قشرتها البصرية الأساسية (V1) بالكامل، ما أدى إلى إصابتها بالعمى. ومع ذلك، وفي ظلٍ بعض الظروف المحددة، أبدت هيلين سلوكاً بصرياً. فقد كانت حدقتا عينيها تتوسعان كما كانت ترمش استجابةً للمنبهات التي تُعرّض عينيها للخطر. علاوة على ذلك، وفي ظل ظروفٍ تجريبية معينة، كان بإمكانها اكتشاف مجموعة متنوعة من المنبهات البصرية، مثل وجود الأشياء وتحديد موقعها، وكذلك شكلها ونمطها واتجاهها وحركتها ولونها. في كثيرٍ من الحالات، كانت قادرةً على التنقل في بيئتها والتفاعل مع الأشياء كما لو كانت قد نظرت إليها.ر
اكتُشفت أيضًا ظاهرة مماثلة لدى البشر. أفاد الأشخاص الذين عانوا من تلفٍ في القشرة البصرية بسبب تعرضهم لحوادث أو سكتاتٍ دماغية بإصابتهم بعمى جزئي أو كلي. على الرغم من ذلك، عندما كان يتم حثّهم، كان بإمكانهم «تخمين» وجود الأجسام وتفاصيل شكلها بدقةٍ أعلى من المتوسط، مثل الأجسام الحيوانية، كما كان بإمكانهم التقاط الأشياء التي تُرمى عليهم. لكن المرضى لم يُطوروا أي نوعٍ من الثقة في قدراتهم. حتى عندما كان يتم إخبارهم بنجاحهم، فإنهم لم يبدؤوا تلقائياً في وضع «تخميناتٍ» للأجسام الاختبار، بل كانوا بحاجةٍ إلى حثّهم على ذلك. علاوة على ذلك، نادراً ما يُعبر الأشخاص المُصابون بالعمى البصري عن دهشتهم بشأن قدراتهم كما يتوقع الناس المبصرون.

## وصف العمى البصري
يُعاني المرضى المُصابون بالعمى البصري من ضررٍ بالنظام البصري الذي يسمح بالإدراك الحسي (القشرة البصرية للدماغ وبعض الألياف العصبية التي تنقل المعلومات إليها من العينين) بدلاً من النظام الذي يتحكم في حركات العينين. تُبين هذه الظاهرة كيف يمكن للناس -بعد تلف النظام البصري الأكثر تعقيداً- استخدام النظام البصري المذكور توّاً في أدمغتهم لتوجيه حركات اليد نحو جسمٍ ما على الرغم من عدم رؤيتهم لما كانوا يبحثون عنه. وبالتالي، يمكن للمعلومات البصرية التحكم بالسلوك دون إنتاج إحساس واعٍ. تشير قدرة الذين يُعانون من العمى البصري على «رؤية» الأشياء التي لا يدركونها إلى أنّ الوعي ليس خاصيةً عامةً لجميع أجزاء الدماغ؛ ومع ذلك فإنها تُشير إلى أنّ أجزاءً معينة فقط من الدماغ تلعب دوراً خاصاً في الوعي.
يُظهر مرضى العمى البصري الوعي بالميزات البصرية الفردية، مثل الحواف والحركة، لكن لا يمكنهم اكتساب إدراك حسيٍّ بصريٍّ كلي. يشير هذا إلى أنّ الإدراك الحسي تركيبي وأنّ هناك -لدى الأفراد المُبصرين- «عملية رابطة تُوحد جميع المعلومات في إدراكٍ حسيّ كامل»، والتي تُفتقد لدى المرضى الذين يعانون من حالات مثل العمى البصري والعمه البصري. لذلك، يُعتقد أنّ التعرف على الأشياء وإدراك ماهيتها هما عمليتان منفصلتان وتحدثان في مناطق مختلفةٍ من الدماغ، بحيث تعملان بشكلٍ مستقل عن بعضهما البعض. تُفسر النظرية التركيبية للإدراك الحسّي وتكامل الأشياء «الإدراك الحسّي الخفي» الذي يختبره مرضى العمى البصري. لقد أظهرت الأبحاث أنّ المنبهات البصرية ذات السمات البصرية الفردية للحواف الحادة وأوقات البدء الحادة/ الهجوع والحركة والتردد الفراغي المنخفض تساهم كلها في ظهور حالة العمى البصري عند المريض، ولكن ذلك ليس ضرورياً بشكلٍ صارم.

## السبب
هناك ثلاث نظريات تشرح سبب الإصابة بالعمى البصري. تنص الأولى على أنه بعد حدوث تلفٍ في المنطقة V1، تقوم فروع أخرى من العصب البصري بتوصيل معلوماتٍ بصرية إلى الأكيمة العلوية وعدة مناطق أخرى من الدماغ، بما في ذلك أجزاء من القشرة المخية. في المقابل، قد تتحكم هذه المناطق بعد ذلك في استجابات العمى البصري.
ينص التفسير الآخر لظاهرة العمى البصري أنه على الرغم من احتمالية تضرر غالبية القشرة البصرية للشخص، إلا أنّه ستبقى أجزاءٌ صغيرة من الأنسجة العاملة. هذه الأجزاء ليست كبيرة بما يكفي لتوفير إدراكٍ حسي واعٍ، ولكنها تكفي مع ذلك لتوفير بعض الإدراك الحسي البصري اللا واعي.
تنص النظرية الثالثة على أنّ المعلومات المطلوبة لتحديد معلوماتٍ مثل المسافة وسرعة جسمٍ ما تُحدد من قبل النواة الركبية الوحشية قبل أن يتم عرض المعلومات على القشرة البصرية. لدى الشخص العادي، تُستخدم هذه الإشارات لدمج المعلومات من العينين في تمثيلٍ ثلاثي الأبعاد (والذي يتضمن موضع وسرعة الأجسام الفردية نسبةً للكائن)، واستخراج الإشارات التقاربية لإفادة دقة النظام البصري (المُساعد سابقاً)، واستخراج إشارات التحكم بالتركيز الخاصة بعدسات العينين. تُرفق المعلومات التجسيمية بمعلومات الجسم التي يتم تمريرها إلى القشرة البصرية.
يمكن ملاحظة الأدلة على العمى البصري بشكلٍ غير مباشر لدى الأطفال الذين لا يتجاوز عمرهم الشهرين، على الرغم من وجود صعوبة في تحديد نوع المرض لدى المريض غير الكبير بما يكفي للإجابة عن الأسئلة.

## الأدلة لدى الحيوانات
في تجربةٍ أجريت عام 1995، حاول الباحثون إظهار أنّ القردة المصابة بآفاتٍ في القشرة المخية المُخططة أو حتى في حالة إزالتها بالكامل قد عانت من العمى البصري. لدراسة هذا، جعلوا القرود يؤدون مهاماً كاملة مماثلة لتلك المستخدمة عادة لدى المرضى البشر. وُضعت القرود أمام شاشة وعُلّموا الإشارة إلى ما إذا كان الجسم ثابتاً أو غير موجودٍ في مجالهم البصري عند تشغيل نغمةٍ صوتية. ثم قامت القردة بنفس المهمة لكن في هذه الحالة وُضعت الأجسام الثابتة خارج مجالهم البصري. كان أداء القرود مُشابهاً إلى حد بعيد لأداء المشاركين البشر ولم يتمكنوا من إدراك وجود أشياء ثابتة خارج مجالهم البصري.